# Ана Болава
Бохумила Адамова (чеш. Bohumila Adamová, 22. август 1981, Страконице), позната под псеудонимом Ана Болава (чеш. Anna Bolavá), је чешка књижевница и песникиња.

## Живот
Ана Болава је рођена у Страконицама 1981. године, али је детињство и младост провела у Водњанима, што ју је инспирисало у даљем раду. Гимназију је завршила у Водњану,  затим је завршила студије бохемистике на Карловом универзитету у Прагу.  По завршетку школовања, кратко је радила у Институту за чешки језик, а затим се фокусирала на рад као лектор и уредник. Такође је допринела часописима као што су Твар или Хост.
Тренутно Ана Болава ради као консултант за стому у компанији која производи медицинске уређаје. Живи и ради у Прагу.

## Каријера
Бохумила Адамова објављује књиге под псеудонимом Ана Болава  и дебитовала је 2013. са књигом поезије Černý rok (Црна година).  Њен први роман, Do tmy (Ка дну, 2015), усредсређује се на усамљену травару, чији живот – навикнут на ритмове сакупљања и продаје биља – поремети болест која напредује. Књига је награђена наградом "Магнезија литера" за прозу 2016. године  и ушао у ужи избор за награду "Јосеф Шкворецки".  Године 2018. њен пољски превод романа Агате Вробел номинован је за књижевну награду у Гдињи. Одломак оригиналног романа изабран је као преводилачки материјал за треће издање Награде "Сузана Рот" – међународном такмичењу у превођењу.